# Indicador de pobresa
Els indicadors de pobresa o índexs de pobresa són paràmetres desenvolupats per les Nacions Unides per mesurar el nivell de vida dels països. Segons l'ONU, els indicadors de pobresa reflecteixen millor la quantitat de privació en comparació amb l'Índex de Desenvolupament Humà. Es poden usar per elaborar mapes de pobresa, en la línia del treball històric de Charles Booth. La major part de la desigualtat econòmica entre persones ve donada pel lloc de naixement (60% de les diferències)

## Índex de pobresa multidimensional
Des de 2010, el nou índex de pobresa multidimensional (IPM o MPI -Multidimensional Poverty Index-) suplanta els índexs de pobresa humana (IPH i IPH-1/IPH-2)
- IPH - Índex de pobresa o indicador de pobresa

- IPH 1 - Índex de pobresa humana per països en desenvolupament (IPH-1, elaborat a partir de 1998).
- IPH 2 - Índex de pobresa humana per països de l'OCDE seleccionats (IPH-2, elaborat a partir de 1998).

## Índex de pobresa en els països desenvolupats
L'informe de desenvolupament humà defineix aquest indicador com "un indicador compost que mesura les privacions en tres dimensions bàsiques de l'índex de desenvolupament humà: una vida llarga i saludable, coneixement, i un estàndard decent de vida". La fórmula per calcular-és:
- HPI-1 = {\displaystyle \left[{\frac {1}{3}}\left(P_{1}^{\alpha }+P_{2}^{\alpha }+P_{3}^{\alpha }\right)\right]^{\frac {1}{\alpha }}}

{\displaystyle P_{1}}: Probabilitat en néixer de no sobreviure als 40 anys (100X)

{\displaystyle P_{2}}: Taxa d'analfabetisme en l'adult

{\displaystyle P_{3}}: Mitjana no ponderada de la població sense accés sostenible a una font d'aigua tractada i nens de baix pes per l'edat

{\displaystyle \alpha }: 3

## Índex de pobresa humana per als països de l'OECD
L'informe de desenvolupament humà defineix aquest indicador com "un indicador compost que mesura les privacions en tres dimensions bàsiques de l'índex de desenvolupament humà: una vida llarga i saludable, coneixement, i un estàndard decent de vida i tenint en compte la mesura d'exclusió social". La fórmula per calcular-és:
- HPI-2 = {\displaystyle \left[{\frac {1}{4}}\left(P_{1}^{\alpha }+P_{2}^{\alpha }+P_{3}^{\alpha }+P_{4}^{\alpha }\right)\right]^{\frac {1}{\alpha }}}

{\displaystyle P_{1}}: Probabilitat en néixer de no sobreviure als 60 anys (100x)

{\displaystyle P_{2}}: Taxa d'analfabetisme en l'adult

{\displaystyle P_{3}}: Població per sota de la línia de pobresa (50% de la mitjana de l'ingrés per llar ajustat)

{\displaystyle P_{4}}: Taxa d'atur de llarg termini (més de 12 mesos sense feina)

{\displaystyle \alpha }: 3